# Agricola (släkte)
Agricola är ett släkte i familjen flugsnappare inom ordningen tättingar. Släktet omfattar endast två arter, båda med utbredning i Afrika söder om Sahara:
- Trastflugsnappare (A. infuscatus)
- Blek flugsnappare (A. pallidus)

Tidigare placerades de i släktet Bradornis eller Melaenornis, men DNA-studier. visar att dessa inte är varandras närmaste släktingar och dessa två arter har därför lyfts ut till ett eget släkte.